# Erich Hirte
Erich Hirte, též Georg Erich Hirte (17. května 1904 Hörnitz – 24. května 1996), byl československý politik německé národnosti a meziválečný poslanec Národního shromáždění za Sudetoněmeckou stranu.

## Biografie
Narodil se v Hörnitz u Žitavy v Sasku, odkud pocházela jeho matka. Otec byl technickým úředníkem Severočeských elektráren v Podmoklech, původem z Českolipska. Ve věku tří let ztratil Erich matku. Vystudoval a stal se inženýrem. Od roku 1928 byl samostatným elektrotechnikem v Cvikově.
Povoláním byl elektrotechnikem. Podle údajů z roku 1935 bydlel v Cvikově.
V parlamentních volbách v roce 1935 se stal poslancem Národního shromáždění za Sudetoněmeckou stranu. Poslanecké křeslo získal v říjnu 1935 díky tomu, že na něj rezignoval jeho stranický kolega Alfred Nentwich. Jeho mandát zanikl opatřením Stálého výboru parlamentu k 30. říjnu 1938 kvůli změně hranic pomnichovského Československa.